# Чижиков, Анатолий Георгиевич
Анатолий Георгиевич Чижиков (род. 17 марта 1958, Рубцовск) — российский продюсер, сценарист и актер.

## Биография
Родился 17 марта 1958 года в г. Рубцовске Алтайского края.
В 1986 году окончил филологический факультет Харьковского государственного университета, а в 1992 году — сценарное отделение ВГИКа.
Генеральный директор и продюсер кинокомпании «ФаворитФильм».
В 2005 году сериалы «Зимний роман» и «Ловушка для Полтергейста», где Анатолий Чижиков выступил как продюсер и сценарист, заняли первые два места по версии зрительского жюри конкурса «ТВ-Шок» на фестивале «Киношок».
В 2010 году телесериал "Террористка Иванова", спродюсированный Чижиковым получил 2 премии «Золотой Носорог "в номинациях «Лучшая режиссёрская работа», «Лучшая женская роль второго плана».
Анатолию Чижикову вручен Приз Международного Фестивального Совета — «Лучшему продюсеру стран СНГ, Латвии, Литвы и Эстонии» в рамках XXIV Открытого Фестиваля кино «Киношок-2015».
Анатолию Чижикову присуждено первое место в номинации «Продюсер» на телекинофоруме «Вместе», сериал «Трюкач».
На Международном телекинофоруме «Вместе» Анатолий Чижиков награжден золотой медалью «За заслуги» и Дипломом за высокий профессионализм, бережное отношение к русской культуре и вклад в развитие международных ялтинских встреч тележурналистов и кинематографистов.

## Награды
«Подари мне жизнь» (реж. В. Краснопольский и В. Усков) — финалист Национальной телевизионной премии «ТЭФИ» — 2004 г. в номинации «Режиссёр телевизионного художественного сериала».
«Близнецы» (реж. З. Ройзман). По итогам 2005 года сериал был признан лучшим телевизионным проектом страны, а также оказался первым по рейтингам самых популярных сериалов («Коммерсантъ рейтинг» 2005).
«Зимний роман» (реж. Н. Родионова). На межгосударственном фестивале кино стран СНГ и стран Балтии «Киношок — 2005» фильм занял 1-е место в конкурсе «ТВ — ШОК».
«Ловушка для Полтергейста» (реж. Г. Байсак) На межгосударственном фестивале кино стран СНГ и стран Балтии «Киношок-2005» занял 2-е место в конкурсе «ТВ-ШОК», а исполнитель двух главных ролей в фильме — Матвея и Домового — Народный Артист России Сергей Степанченко получил приз за главную мужскую роль на фестивале комедийных фильмов «Улыбнись, Россия!» — 2005.
«Бриллианты для Джульетты» (реж. В. Чиков). В декабре 2005 г. на фестивале комедийных фильмов «Улыбнись, Россия!» фильм был признан лучшей лирической комедией. На том же фестивале «Фаворит-Фильм» был награждён специальным дипломом «За последовательное и верное служение комедии».
«Террористка Иванова» (реж. В. Фурман). Фильм и вошёл в тройку лучших мини-сериалов (до 8 серий) 2010 года. Номинирован на кинопремию «Золотой носорог» в 6 номинациях и получил 2 награды: «Лучшая режиссерская работа», «Лучшая женская роль второго плана»; Номинант кинофестивалей «Золотой Орел» 2010 г. и «ТЭФИ-10».
«Вольф Мессинг. Видевший сквозь время» (реж. В. Краснопольский и В. Усков). Фильм вошёл в тройку лучших телесериалов (более12 серий) 2010 года, завоевал Гран-при «Народный рейтинг» — одну из главных наград XVIII фестиваля «Виват, кино России!», Награду в номинации «Лучший актер сериала» получил исполнитель роли Вольфа Мессинга — Евгений Князев. Фильм номинирован на кинопремию «Золотой Орел» по 2 номинациям, номинирован на кинопремию «Золотой носорог» по 4 номинациям, Номинирован на премию «ТЭФИ-10»
«На крыльях» получил Приз в номинации «Лучший фильм для детей и юношества» на кинофестивале «Сердце Байкала» в 2013 году.
«Вангелия» (реж. С. Борчуков) Телесериал занял первое место в рейтинге самых популярных сериалов недели по версии TNS Gallup, а рейтинг сериала по Москве оказался даже выше, чем по России, Номинация «Лучшая актриса» на Премию Российской Ассоциации продюсеров кино и ТВ — Елена Яковлева за фильм «Вангелия». Финалист в номинации «Лучшая работа художника по гриму».
«Дом с лилиями» (реж. В. Краснопольский и В. Усков) По данным TNS сериал вошел в «ТОП-10 самых рейтинговых отечественных сериалов» за 2014 год и за первую неделю показа занял рейтинг 10,4 %, а премьерная серия получила 19,9 %. Победитель в трех номинациях на XIII Всероссийском кинофестивале «Виват кино России!»: Лучший сериал, Лучший актер (Сергей Маховиков), Лучшая актриса (Дарья Мороз).
«Дом с лилиями» Сергей Маховиков получил приз «Мужская роль» в рамках конкурса «Телевизионные игровые фильмы» на XVI Международном телекинофоруме «Вместе».
«Обними меня» режиссера Максима Демченко получил Второй приз конкурса «ТВ-ШОК» в рамках Открытого фестиваля кино стран СНГ, Латвии, Литвы и Эстонии «Киношок-2015».
Сериал Александра Муратова «Все возрасты любви» получил специальный приз имени Александра Ханжонкова на XVII Международном телекинофоруме «Вместе».
На XVII Международном телекинофоруме «Вместе» сериал «Смешная жизнь» режиссера Владимира Краснопольского отмечен специальным призом имени Михаила Пуговкина. В номинации «Актриса» первое место присуждено Татьяне Кравченко.
«Найти мужа Дарье Климовой» режиссера Ивана Мережко занял 1 место в конкурсе ТВ-шок на XXV Юбилейном Открытом фестивале кино стран СНГ, Латвии, Литвы и Эстонии «Киношок-2016». На фестивале «Улыбнись, Россия — 2016» фильм получил премию за яркое музыкальное решение, номинантом стал композитор Максим Леонидов.
На XVII Международном телекинофоруме «Вместе» сериал «Смешная жизнь» режиссера Владимира Краснопольского отмечен специальным призом имени Михаила Пуговкина. В номинации «Актриса» первое место присуждено Татьяне Кравченко.
Сериал Александра Муратова «Все возрасты любви» получил специальный приз имени Александра Ханжонкова на телекинофоруме «Вместе».
На XXV Фестивале «Виват кино России!» Приз зрительских симпатий присужден художественному фильму «Не ждали» режиссера и сценариста Виктора Мережко.
Фильм «На крыльях» получил Приз за лучший художественный фильм, продвигающий идею дружбы, добра и гуманизма среди молодежи на Международном Кинофестивале «Алания» 2017.
Фильм «Мама Люба» получил Специальный приз имени Александра Твардовского на X Всероссийском кинофестивале актёров-режиссёров «Золотой Феникс», также фильм завоевал 2 место в конкурсе «ТВ-Шок» в рамках XXVI открытого фестиваля «Киношок».
Награда «За лучшую роль второго плана» в картине «Мама Люба» присуждена народному артисту России Сергею Никоненко на XVIII Открытом Российском фестивале кинокомедии «Улыбнись, Россия!» 2017.
Фильм «Лили» на Шукшинском кинофестивале 2018 года отмечен как «Лучшая режиссерская работа» Антона и Ильи Чижиковых, а Олимпия Ивлева получила диплом «За лучшее исполнение женской роли».
Фильм «Аниматор» режиссеров братьев Чижиковых стал победителем в номинации «Телевизионный игровой фильм», а Екатерина Васильева – исполнительница главной женской роли, победила в номинации «Актриса» на XVIII Международном телекинофоруме «Вместе».
Фестиваль «Улыбнись, Россия!» 2018 – Фильм «Лили» братьев Чижиковых:
- Алексей Тимм – приз за лучший сценарий «Самой нежной комедии»;
- Олимпия Ивлева - приз за лучшую женскую роль.

Фильм «Аниматор» братьев Чижиковых получил награду на международном кинофестивале Near Nazareth Festival в номинации «Лучший актерский состав».
Фильм «Аниматор» режиссеров братьев Чижиковых стал победителем в номинации «Лучший художественный фильм» на международном кинофестивале «Катарсис», Антон Жабин получил награду за лучшую операторскую работу на международном кинофестивале Sensus.
Екатерина Васильева получила награду в номинации «Лучшая женская роль» в фильме «Аниматор» (реж. Антон Чижиков, Илья Чижиков) на XI Международном фестивале кино- и телепрограмм для семейного просмотра имени В.М. Леонтьевой «От всей души» в Ульяновске.
Фильм «Лили» получил награду «Лучший фильм по мнению жюри прессы» на XII Чебоксарском международном кинофестивале.
Фильм «Аниматор» режиссеров братьев Чижиковых стал победителем в номинации «Лучший художественный фильм» на III «Феодосийском Международном Фильм Фестивале», награду в номинации «Лучший актер» получил Алексей Веселкин. Награду в номинации «Лучший актер второго плана» получил Сергей Газаров (фильм «Лили»).
Фильм «Лили» получил две награды на Скандинавском международном кинофестивале: «Лучшая режиссура» — Антон и Илья Чижиковы, «Лучшая женская роль» — Олимпия Ивлева.

## Сценарист
- 2014 — Трюкач
- 2013 — Сын отца народов(участие)
- 2013 — На крыльях
- 2012 — Счастливый билет(участие)
- 2011 — Загадка для Веры(автор идеи)
- 2008 — Ермоловы(сценарная разработка)
- 2008 — Пуля-дура. Возвращение агента
- 2007 — Лузер
- 2005 — Бриллианты для Джульетты(участие)
- 2005 — Влюблённый агент. Не оставляйте надежду, маэстро!
- 2004 — Зимний роман
- 2004 — Близнецы
- 2004 — Ловушка для полтергейста
- 2004 — Рокировка
- 1997 — Жизнь в танце…и жизнь наяву (документальный)
- 1995 — Не казните моего убийцу (документальный)

## Продюсер
- 2022 — Казанова в России
- 2022 — Чудотворная (в производстве)
- 2018 — Петербургский роман
- 2018 — Аниматор
- 2018 — Лили
- 2017 —Ангел-Хранитель
- 2017 —Экспроприатор
- 2017 — Не ждали
- 2017 — Ангел-хранитель
- 2016 — Найти мужа Дарье Климовой
- 2015 — Все возрасты любви
- 2015 — Проездом
- 2015 — Смешная жизнь
- 2015 — Орлова и Александров
- 2014 — Дом с лилиями
- 2014 — Ушелец
- 2014 — Обними меня
- 2014 — Мама Люба
- 2014 — Алхимик
- 2014 — Трюкач
- 2013 — Сын отца народов
- 2013 — Вангелия
- 2013 — На крыльях
- 2012 — Санта Лючия
- 2012 — Блиндаж
- 2012 — Счастливый билет
- 2012 — Личные обстоятельства
- 2012 — Страсти по Чапаю
- 2011 — Дело было на Кубани
- 2011 — Защита свидетелей
- 2011 — Наркомовский обоз
- 2011 — Загадка для Веры
- 2011 — Манна небесная
- 2010 — Вышел ёжик из тумана
- 2010 — Женить миллионера
- 2010 — Семейный дом
- 2010 — Гадание при свечах
- 2009 — Вольф Мессинг: видевший сквозь время
- 2009 — Террористка Иванова
- 2009 — Пуля-дура 3. Агент для наследницы
- 2009 — Пуля-дура 2. Агент почти не виден
- 2008 — Пуля-дура. Возвращение агента
- 2008 — Ермоловы
- 2007 — Капкан
- 2007 — Лузер
- 2007 — Смерш
- 2005 — Я не вернусь
- 2005 — Влюблённый агент. Не оставляйте надежду, маэстро!
- 2005 — Бриллианты для Джульетты
- 2004—2005 — Ловушка для полтергейста
- 2004 — Ангел пролетел
- 2004 — Зимний роман
- 2004 — Моя мама — невеста
- 2004 — Близнецы
- 2004 — Тариф на любовь
- 2004 — Рокировка
- 2003 — Подари мне жизнь

## Роли в кино
- 2005 — Бриллианты для Джульетты — хозяин кафе
- 2004 — Рокировка (фильм)
- 2002 — За кулисами — телеведущий
- 2002 — Дронго
- 2001 — На углу у Патриарших 2 — Генрих Арбузов, адвокат
- 1995 — На углу у Патриарших — адвокат Генрих Генрихович Арбузов